# Oberonia longilabris
Oberonia longilabris är en orkidéart som beskrevs av George King och Robert Pantling. Oberonia longilabris ingår i släktet Oberonia och familjen orkidéer. Inga underarter finns listade i Catalogue of Life.